# (5105) Westerhout
(5105) Westerhout ist ein Asteroid des Hauptgürtels, der am 4. Oktober 1986 vom US-amerikanischen Astronomen Edward L. G. Bowell an der Anderson Mesa Station (IAU-Code 688) des Lowell-Observatoriums in Coconino County entdeckt wurde.
Der Asteroid wurde nach dem niederländischen Astronomen Gart Westerhout (1927–2012) benannt, der sich als Radioastronom auf Radioquellen in der Milchstraße spezialisierte und das nun standardisierte galaktische Koordinatensystem etablierte.